# Катар-2
Ка́тар-2 (Qatar-2) — звезда в созвездии Девы. Находится на расстоянии около 750 световых лет от Солнца. Вокруг звезды обращаются, как минимум, одна планета и один кандидат в планеты.

## Характеристики
Катар-2 представляет собой оранжевый карлик 13,3 видимой звёздной величины. По размерам и массе он уступает Солнцу: его масса и радиус равны 71 % и 74 % солнечных соответственно. Температура поверхности составляет около 4645 кельвинов. Звезда названа в честь государства Катар, расположенного на Катарском полуострове в северо-восточной части Аравийского полуострова. Название было дано группой исследователей проекта Алсубаи, которые обнаружили планету у данной звезды. Согласно исследованиям европейских астрономов, проведённым в 2014 году, звезда покрыта крупными пятнами, температура которых ниже температуры фотосферы на 405 кельвинов.

## Планетная система
В 2011 году группой астрономов, работающих в рамках проекта Алсубаи, было объявлено об открытии планеты Катар-2 b в системе. Это типичный горячий юпитер — газовый гигант, обращающийся очень близко к родительской звезде. По массе планета превосходит Юпитер в два с половиной раза, а её радиус равен 1,14 юпитерианского. Судя по исследованиям европейских астрономов, проведённым в 2014 году, водородно-гелиевая атмосфера планеты имеет синий цвет. Авторы открытия планеты также указывают, что обнаружили возможное присутствие второй, более массивной планеты (Катар-2 c), расположенной на более широкой орбите. Однако для подтверждения её существования необходимы дальнейшие наблюдения. Открытие было совершено транзитным методом.